# London Tipton
London Leah Tipton es un personaje ficticio en los sitcom de Disney Channel The Suite Life of Zack and Cody y The Suite Life on Deck. London es interpretada por Brenda Song.
Su personaje es una parodia de Paris Hilton, ya que sus primeros nombres son ciudades Europeas y sus apellidos son nombres de cadenas de hoteles. Además, Paris tiene una chihuahua de pelo corto (Tinkerbell Hilton) y London tiene a una pomerania de pelo largo (Ivanna Tipton)

## Información del Personaje
London Tipton es la rica, supersticiosa, engreída, clasista, consentida y a veces egoísta hija adolescente de Wilfred Tipton. Los padres de London están divorciados y ella vive en la cadena de hoteles Tipton de Boston, que ella heredará de su padre. London, siendo muy rica, va a menudo a los centros comerciales, usa ropa costosa, y hace muchas compras que despiertan sensación sobre su vida familiar. Aunque a veces los trata mal, ella es amiga de los gemelos Zack y Cody y es la mejor amiga de la vendedora de dulces del Tipton, Maddie Fitzpatrick. Interpretada por Ashley Tisdale
A pesar de ser cuidadosa en exceso, London se equivoca en muchas cosas que a los adolescentes de clase media no les cuesta hacer, este hecho fue revelado en el episodio Poor Little Rich Girl. Entre todas las cosas que ella tiene, a ella le faltan sus padres a su lado y cosas que los adolescentes comunes tienen, por ejemplo, amigos de verdad. Ella confesó a Maddie en su apartamento, que ella era la mejor amiga que tenía de verdad.
Su padre ha estado en gran parte ausente de su vida, por eso, el Sr. Moseby, el gerente del hotel, se convirtió en su padre sustituto. Moseby le prometió al Sr. Tipton que cuidaría de su hija hasta el día en que fuese adulta, he allí el gran vínculo que hay entre ambos personajes... (Ese día se cumplió en el último capítulo de The Suite Life on Deck).
London es retratada como muy glamorosa, así era cuando era niña, al ganar el concurso de la "Miss Mini Miss Beauty" en 1999. Aun cuando ella es casi una celebridad, ella tiene un problema obsesivo con otras celebridades, como se ve en "Rock Star In The House". Ella también usa solamente las ropas de su diseñador favorito que es el “Arturo Vittali” (juego de palabras de Gianni Versace S.p.A.).
Después de reprobar sus estudios en Boston, London, fue inscrita en la escuela "Seven Seas" del crucero S.S. Tipton. Donde compartió camarote con Bailey Pickett(después de sacar a su antigua compañera), hasta la graduación. Actualmente estaría en París, donde inicialmente pensaba viajar, cuando abordó el barco.
London es la protagonista de un programa en la red llamado "¡Viva yo! con su estrella London Tipton" .

## Relaciones
London ha tenido relaciones con numerosos chicos en la serie (aunque ninguna de ellas es perfecta) :
- En el episodio "Maddie Checks In", ella y Maddie tienen una doble cita con unos chicos llamados Jason y Kyle.
- En el episodio "Scary Movie", ella pretende ser pobre para atraer a un chico llamado Brandon (Tahj Mowry).
- En el episodio "Odd Couples", ella empieza a salir con un escolar llamado Trevor (Zac Efron), el termina enamorado de Maddie con quien no compartía ninguna opiniòn aunque, London no parece darse cuenta de lo que Maddie y Trevor sienten.
- En el episodio "Volley Dad", ella tiene una cita con Joe, un chico de su escuela. Es la relación más estable que London ha tenido .
- En el episodio "Cookin' With Romeo and Juliet", London se enamora del heredero del hotel rival del Tipton, El St. Mark Hotel. Su nombre es Todd, al principio a ella solo le interesa su dinero y su mirada, pero después ella se enamora de él. Los gerentes del Tipton y del St. Mark (o sea el Sr. Moseby e Ilsa), no están a favor de que London y Todd se junten, ya que los hoteles y los padres son rivales. Cuando aceptan a Todd a la escuela de un dentista en otro país, London quiere ir, terminando la relación. Éste ha sido el único caso del “amor verdadero” que London ha experimentado.

También ha habido los casos en los cuales ella y Maddie están enamoradas del mismo muchacho:
- En el episodio "Twins at the Tipton", a ella y a Maddie le gusta un chico llamado Kirk, pero Maddie acuerda salir con su hermano gemelo más elegante, que no es solo el gemelo más elegante, sino también el más "bobo".
- En el episodio "Ah! Wilderness!", Maddie empieza a salir con el exnovio de London.
- En el episodio "Rock Star In The House", Maddie y London están obsesionadas por Jesse McCartney. Pero Maddie solo lo quiere entrevistarlo para una tarea escolar. Mientras que London quiere casarse con él.
- En "The Suite life on Deck" A Woody (Matthew Timmons) le gusta London, pero solo por un rato, pues luego se enamora de Addison.
- En la misma serie , A Marcus (Doc Shaw) le gusta London , hasta el día que él se fue, y en el episodio "Marriage 101" él finge ser su sobrino (Es hijo de Addison y Woody).
- también en "The Suite Life on Deck" , en el episodio "Party On!" ella tiene una " leve atracción" por Sean Kingston , y él está perdidamente enamorado de ella, tanto , que le organiza una fiesta, la cual Zack finge hacérsela para Maya.

## Familia
Los padres de London están divorciados y su padre solo ha aparecido en 3 episodios ( se le ve la cara en un episodio de la tercera temporada), mientras que nunca han mostrado a su madre. El padre de London ha tenido cuatro exesposas y muchas novias. Fuera de relaciones de Sr. Tipton, solamente se ha visto a la madrastra actual de London, Brandie Tipton (La madrastra que más ha querido). London tiene una pulsera con los encantos sólidos de oro que representan a todas sus madrastras. London no tiene ni solo se le ve el dedo señalando ningún hermano biológico sino que ella tiene una hermanastra llamada Yolanda (Yolanda es la hija de una mujer que cortejo al Sr. Tipton).